# 栽培品種
栽培品種（さいばいひんしゅ、英語: cultivar）とは、一般的には望ましい性質を選抜した増殖可能な植物の集合である。

選択・交雑・突然変異等により人為的（育種、品種改良）あるいは自然に生じ、他の栽培品種や原種と識別される特性を安定して有し、かつ、その特性を保持したまま殖やすことができる。遺伝的に均一か否かは問わない。

栽培品種は主に農業・園芸の分野で古くから利用され、園芸分野においては園芸品種（えんげいひんしゅ）の語が使われることがある。また、誤解の恐れがなければ単に品種と表記されることも多い。
尚、栽培品種は植物の分類の仕方の一つではあるが、国際藻類・菌類・植物命名規約（ICN）による分類階級やタクソンではない。すなわち、栽培品種名は学名と混同されることがあるが、それ自体は学名ではない。

## 国際栽培植物命名規約
栽培品種（英語: cultivar 園芸品種とも。以下、栽培品種で統一）の命名に関する国際的な取り決めが国際栽培植物命名規約（ICNCP）であり、第9版（2016年）が現行である。
以下は、第9版の栽培品種に関係する内容の抜粋である。

### 栽培品種の定義
- 栽培品種は以下を満たす植物の集合である[1]。
  - (a) 特定の一つの性質あるは性質の組み合わせにより選抜されている。
  - (b) かつ適切な手段で殖やされた時、それらの性質が他のものと区別でき、同一で安定したままである。

### 栽培品種名
- 栽培品種名は「国際藻類・菌類・植物命名規約（ICN）による属あるいはそれより下位の分類群の正名（学名）、もしくはその分類群の明確な一般名（common name）」と「栽培品種小名[注釈 3]（～しょうめい、cultivar epithet 以下、小名と表記）」との組み合わせ[注釈 4]である[2][3]。
  - 最小限要件を満たすものは属名[注釈 5]と小名との組み合わせである。栽培品種が、ある種もしくはそれよりも下位の分類群に属すことが分かっているならば、その分類群名[注釈 6]を組み合わせることによって、より詳しい情報を示すことができる[4]。
  - 混乱なく文脈から分類群を読み取ることができれば、小名単独もしくは小名と学名・一般名が離れて記載してあってもよい[5]。
- 栽培品種であることは単一引用符で小名を囲むことで表す。小名の前後にそれぞれ ‘ と ’ を置く[6]。
  - 代用として小名の前後に類似した記号のアポストロフィー ' やプライム ′ を置くことも認められる。
  - 二重引用符 “ ” や略語（ cv. [注釈 7]や var. ）は栽培品種を表すためには使用されず、修正される。
- 特定の種にとどまらずに、雑種や接木キメラにも栽培品種名を付けることができる[7][8]。
- 原則としてその中で小名が重複してはならない単位を命名クラス（英語: denomination class）と呼び、特例を除き命名クラスは一つの属あるいは交雑属である[9]。

### 小名のルール
- 言語学上の慣習やハイフンで接続した後ろの語等の例外を除き、小名内の各単語は頭文字が大文字で始まらなければならない[10]。
- 小名自体は学名ではないため、ICNによる分類群名（学名）部分と区別できる字体で書かれるべきである。それ故、前後の単一引用符を含め学名のようなイタリック体で表記すべきではない[11]。
- 1959年1月1日より前に発行された古い小名は、しばしばラテン語の形式で与えられ、学名と混同しやすい。また、学名として命名されたが現在は小名として保持されるものもある。命名クラスにラテン語形の小名が重複していることがあり、この場合は属より下位の分類群名により特定する必要がある[12]。
- 新たに付けられた小名は、以下の条件を満たす。
  - 1959年1月1日以降
    - 他言語で一般化したものを除くラテン語の単語を含まない[13]。
    - 「"form","variety"」及び、それらの略語や相当する他言語の語を含まない[14]。
    - 混乱の恐れがある分類群名（一般名や一般化した学名）と一致しない[15]。
    - 長所を誇張し、同様の特徴をもつ新しい栽培品種の導入により混同の恐れがあるものは不可[16]。

  - 1996年1月1日以降
    - 30字[注釈 8]を超えないラテン文字または数字、もしくは一部の記号のみで表記[17]。
    - 一部の記号とはアポストロフィー（'）、コンマ（,）、2つまでの隣接しない感嘆符（!）、終止符（.）、ハイフン（-）、スラッシュ（/）そしてバックスラッシュ（\）である[18]。
    - 「"cultivar", "grex", "group", "hybrid", "maintenance", "mixture", "selection", "series", "sport", "strain"」及び、それらの複数形に加え、「"improved", "transformed"」の語、もしくは相当する他言語の語を含まない[19]。
    - 言語学上分けられない場合を除き、その栽培品種が属す分類群の学名や一般名は含まない[20]。
    - 綴り、または発音が非常に似ているものが命名クラスにあり、混同の恐れがあるものは不可[21]。

  - 2004年1月1日以降
    - 「1文字またはアラビア数字もしくはローマ数字」のみ、または、それらと記号の組み合わせは不可[22]。

### ICNCPに則った栽培品種名の例
- ヤワラスギ（スギの栽培品種）
  - Cryptomeria japonica ‘Elegans’（ラテン語形。1959年1月1日より前）
- ブルー・マウンテン（アラビカコーヒーノキ）
  - Coffea arabica ‘英語: Blue Mountain’（英語形）
- ふじ
  - Apple ‘Fuji’（英語による一般名を用いた例）
  - Malus pumila ‘Fuji’（ひらがな等の非ラテン文字はラテン文字化し表記）

## 国際栽培品種登録機関
国際栽培品種登録機関（ICRA、複数形:ICRAs）は、栽培品種名などの名称を登録し、管理する責任を負う機関である。栽培品種名や植物を法的に保護する機関ではない。国際園芸学会（ISHS）の委員会（英語: Special Commission for Cultivar Registration）により、管轄する分類群ごとに複数の機関が指定されている。
日本の組織としては、日本ハオルシア協会がハオルシア属・Astroloba属・Chortolirion属のICRAとして指定されている。

## 法的な定義による植物の「品種」
植物の新品種の保護に関する国際条約（UPOV条約）における植物の品種（フランス語: variété）や、それに基づく各国の法令における品種は、栽培品種（英語: cultivar）の語句を使用せずに定義されていることがあるが、栽培品種を法的に定義した正確な同義語である。また、UPOV条約における品種の名称（フランス語: dénomination de la variété）等の語句と栽培品種小名（英語: cultivar epithet）もまた同等である（以下品種の語で統一）。育成者権の点から品種を登録し全般について管理しているのは各国の行政機関である。尚、それらの法定の品種登録を行う機関にて正式に登録された品種名は国際栽培植物命名規約の品種名のルールに則っていない場合でも有効である。